# Tiếng Iceland
Tiếng Iceland (íslenska, phát âm ['iːs(t)lɛnska] ⓘ) là một ngôn ngữ German và là ngôn ngữ chính thức của Iceland. Đây là một ngôn ngữ Ấn-Âu, thuộc về nhánh Bắc German của nhóm ngôn ngữ German. Về mặt lịch sử, nó từng là ngôn ngữ phân bố xa nhất về phía tây của hệ Ấn-Âu, trước thời kỳ thuộc địa hóa châu Mỹ. Trước đây, tiếng Iceland, Faroe, Norn, và Tây Na Uy tạo nên nhóm Tây Bắc Âu; còn tiếng Đan Mạch, Đông Na Uy và Thụy Điển tạo nên nhóm Đông Bắc Âu. Tiếng Na Uy Bokmål hiện đại được ảnh hưởng bởi cả hai nhóm, do đó các ngôn ngữ Bắc German hiện được chia thành nhóm Scandinavia đất liền và Bắc Âu Hải đảo (gồm có tiếng Iceland).
Đa phần người nói tiếng Iceland—chừng 320.000—sống tại Iceland. Hơn 8.000 người bản ngữ tiếng Iceland sống ở Đan Mạch, trong đó chừng 3.000 là học sinh/sinh viên. Thứ tiếng này cũng được sử dụng bởi chừng 5.000 người tại Hoa Kỳ và bởi hơn 1.400 người ở Canada. Cộng đồng người nói tiếng Iceland lớn nhất nằm ngoài Iceland là ở Manitoba, đáng chú ý là Gimli (Gimli là một từ tiếng Bắc Âu Cổ, nghĩa là 'thiên đường').
Dù 97% dân số Iceland xem tiếng Iceland là tiếng mẹ đẻ của họ, lượng người nói đang suy giảm tại các cộng đồng ngoài Iceland, đặc biệt là Canada.
Học viên Iceland học Árni Magnússon là trung tâm bảo tồn những bản thảo tiếng Iceland thời Trung Cổ, nghiên cứu ngôn ngữ này cũng như nền văn học của nó. Từ năm 1995, ngày 16 tháng 11, sinh nhật của nhà thơ thế kỷ 19 Jónas Hallgrímsson, cũng là Ngày tiếng Iceland.

## Âm vị
Tiếng Iceland có rất ít sự khác biệt ngữ âm theo vùng (sự khác biệt do phương ngữ). Ngôn ngữ này có cả nguyên âm đơn và đôi, phụ âm có thể hữu thanh hay vô thanh.

### Phụ âm
|           |            | Môi | Môi | Lưỡi trước | Lưỡi trước | Vòm  | Vòm | Vòm mềm | Vòm mềm | Thanh hầu |
| --------- | ---------- | --- | --- | ---------- | ---------- | ---- | --- | ------- | ------- | --------- |
| Mũi       | Mũi        | (m̥) | m   | (n̥)        | n          | (ɲ̊)  | (ɲ) | (ŋ̊)     | (ŋ)     |           |
| Tắc       | Tắc        | pʰ  | p   | tʰ         | t          | (cʰ) | (c) | kʰ      | k       |           |
| Xát       | xuýt       |     |     | s          |            |      |     |         |         |           |
| Xát       | không xuýt | f   | v   | θ          | ð          | (ç)  | j   | (x)     | (ɣ)     | h         |
| Cạnh lưỡi | Cạnh lưỡi  |     |     | (l̥)        | l          |      |     |         |         |           |
| R         | R          |     |     | (r̥)        | r          |      |     |         |         |           |

### Nguyên âm
|          | Trước | Trước | Sau |
| plain    | tròn  |       | Sau |
| -------- | ----- | ----- | --- |
| Đóng     | i     |       | u   |
| Gần đóng | ɪ     | ʏ     |     |
| Nửa mở   | ɛ     | œ     | ɔ   |
| Mở       | a     | a     | a   |

|     | Trước   | Sau |
| --- | ------- | --- |
| Nửa | ei • øi | ou  |
| Mở  | ai      | au  |